# Фрідріхштат-Палац
Фрідріхштат-Палац (нім. Friedrichstadt-Palast) — театр-ревю Берліна, побудований у 1984 році з використанням сучасних сценічних технологій у районі Мітте. Це один із провідних європейських закладів, де представлено цей вид мистецтва. Його основною характеристикою є традиційна танцювальна лінія удару (kickline).

## Перша будівля

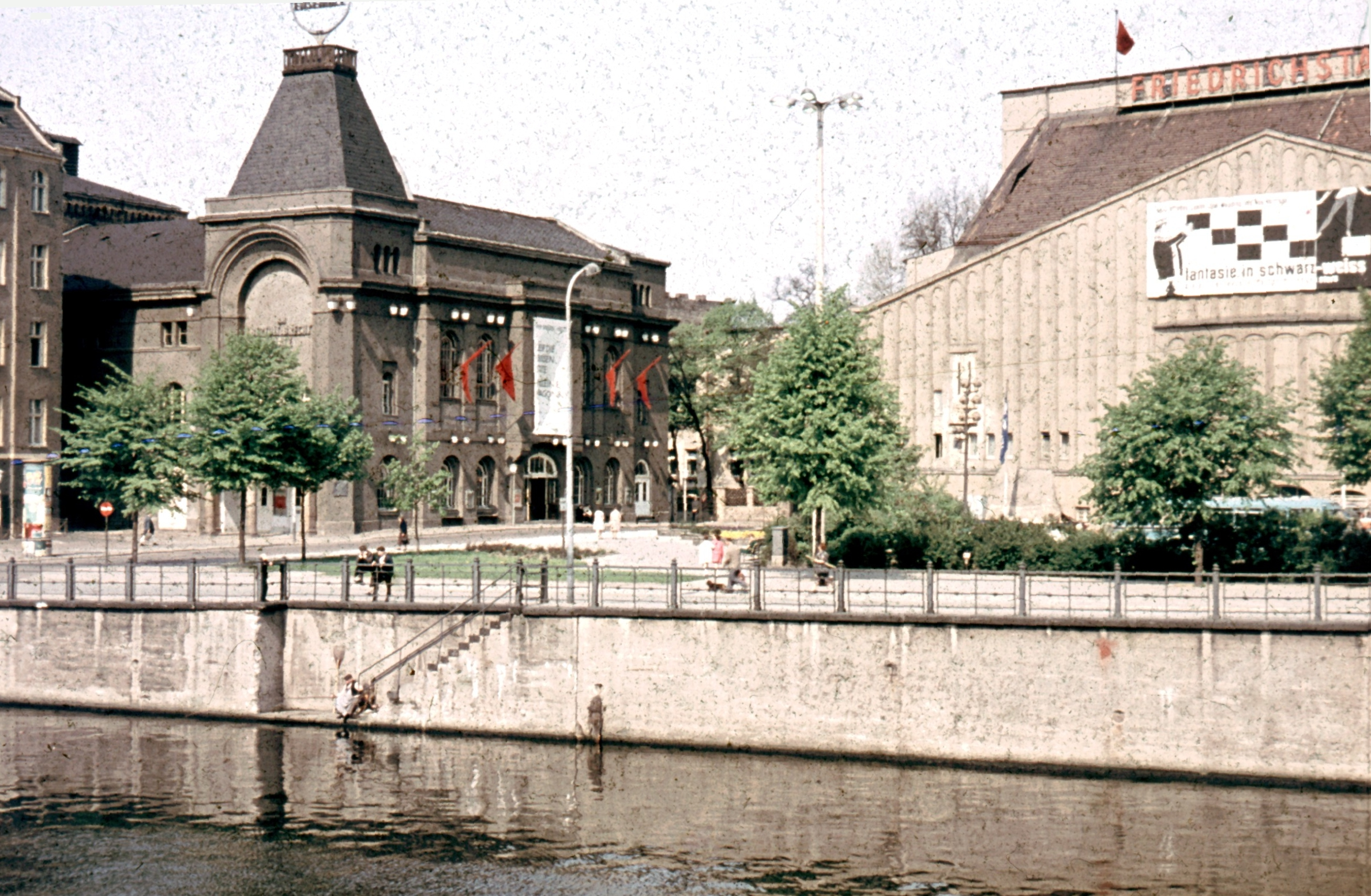
Колишній Фрідріхштат-Палац (праворуч), вид з річки Шпрее. Зліва театр Театр на Шиффбауердаммі, 1964 рік

1867 року будівля спочатку була ринковою залою за адресою Am Zirkus 1, що була побудована приблизно за 200 метрів на південний захід від її нинішнього місця розміщення. 1873 року її переобладнали під циркову арену, яка вміщувала 5 тисяч глядачів. У наступні десятиліття тут виступали цирки Саламонського, Ренца і Шумана.
У 1910 році зал був перетворений на велику арену, і Макс Рейнгардт організував тут перші театральні вистави. Він вирішив пристосувати будівлю для цього нового використання. Перебудову доручили відомому архітекторові Гансу Пельцігові. 29 листопада 1919 року Макс Рейнгардт відкрив там Великий театр. Нова будівля мала обертову сцену з діаметром 18 м і пересувну авансцену. Крім того, вона мала сучасні, для того часу, технології освітлення та спецефектів. У 1924 році новий режисер Ерік Шарелл організував сучасні ревю та залучив таких зірок, як Коміки-гармоністи і Ла Яна. Під час нацистського періоду театр був перейменований на «Народний театр» (Theatre des Volkes). Репертуар складався з буржуазних оперет.
На початку 1945 року будівля постраждала від бомбардувань. Після закінчення Другої світової війни в травні 1945 року художниця Маріон Спадоні знову відкрила двері закладу. Тоді він мав назву «Палац вар'єте» (Palast Variété) і міг вмістити 3500 глядачів. На його сцені вперше виступав дитячий ансамбль. У 1949 році місто Берлін взяло на себе керування установою, яка повернула свою початкову назву «Фрідріхштат-Палац» (Friedrichstadt-Palast).

## Новий театр

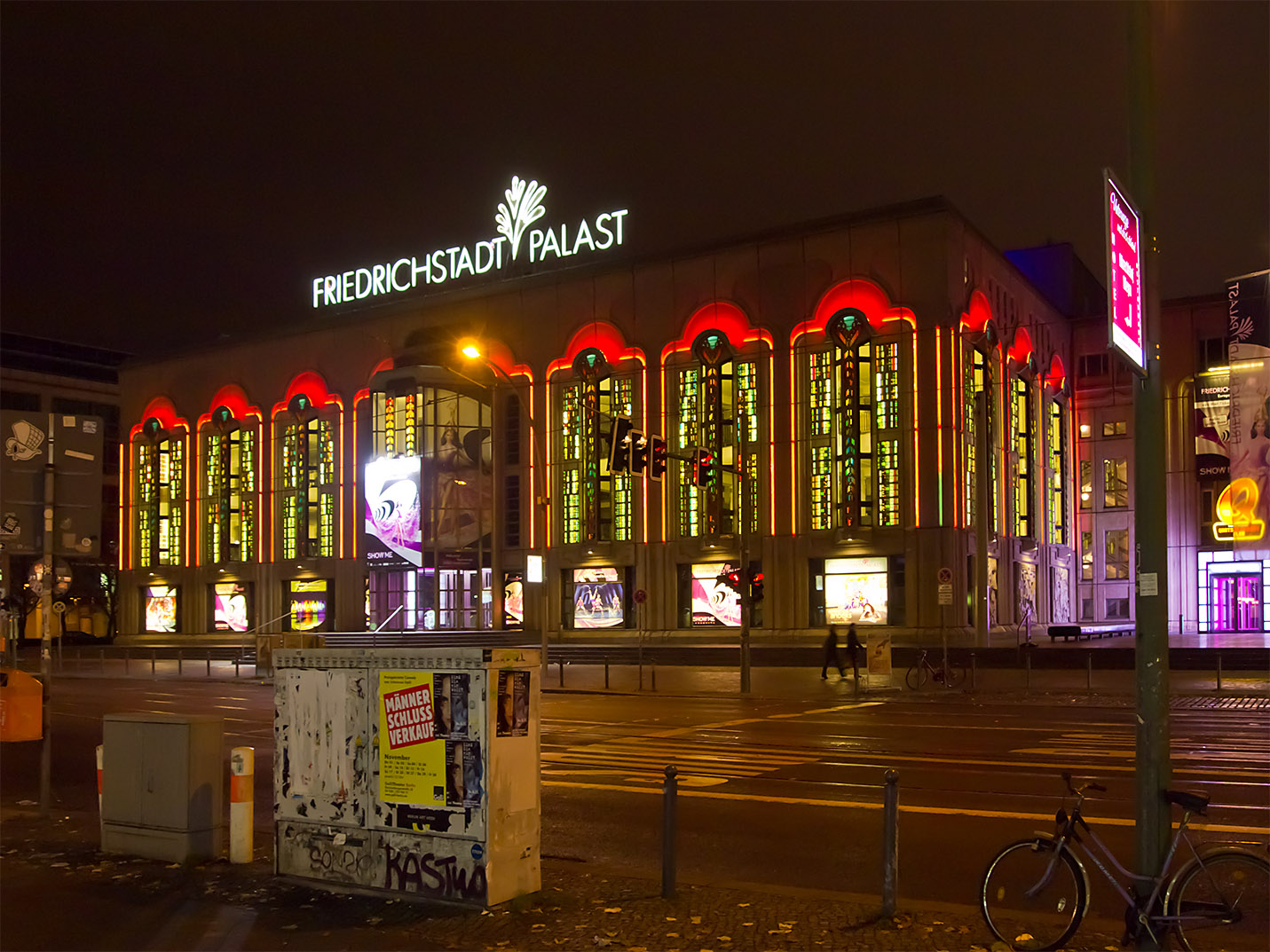
Фрідріхштат-Палац вночі

29 лютого 1980 року будівлю закрили через значне просідання фундаментів і стовпів. Новий Фрідріхштат-Палац був відкритий 27 квітня 1984 року. Після переїзду компанії в нове приміщення 1985 року розпочали знесення старої будівлі. Новий театр є найсучаснішим палацом розваг у Європі . Сьогодні Фрідріхштат-Палац відомий своєю унікальною програмою та розмірами свого театру. Будівля театру має ширину 80 м, довжину 110 м і займає площу 195 000 м3. Великий зал Фрідріхштат-Палацу часто використовується як простір для вистав. Зал розрахований на 1895 глядачів. Його сцена площею 2854 м2 є найбільшою у світі. Арка з діаметром 24 м є найширшою у Європі. Фрідріхштат-Палац є унікальним завдяки оригінальній програмі, що складається з дитячих шоу, виступів запрошених зірок, фестивальних гала-концертів тощо. Палац спеціалізується на складних і фантастичних виставах, які використовують найсучасніше освітлення та технології, з більш ніж 100 виконавцями та високостилізованими акробатичними номерами. Після величезних інвестицій на кілька мільйонів євро Фрідріхштат-Палац залишається найбільшим і найсучаснішим театром у Європі. Тут продовжують жити великі традиції берлінських ревю. Виступи майже повністю позбавлені діалогів, що робить шоу доступним для міжнародної аудиторії.